# Энтерпрайз (аэропорт, Алабама)
Муниципальный аэропорт Энтерпрайз (англ. Enterprise Municipal Airport), (ИАТА: ETS, ИКАО: KEDN, FAA LID: EDN) — государственный гражданский аэропорт, расположенный в пяти километрах к западу от центральной части города Энтерпрайз (округ Коффи, Алабама, США). Аэропорт находится в собственности города Энтерпрайз.

## Операционная деятельность
Муниципальный аэропорт Энтерпрайз занимает площадь в 36 гектар, расположен на высоте 111 метров над уровнем моря и эксплуатирует одну взлётно-посадочную полосу:
- 5/23 размерами 1554 x 30 метров с асфальтовым покрытием.

В период с 25 января 2009 года по 25 января 2010 года муниципальный аэропорт Энтерпрайз обработал 43 456 операций взлётов и посадок самолётов (в среднем 119 операций ежедневно), из которых 58 % составили рейсы военной авиации и 42 % пришлось на авиацию общего назначения. В указанный период в аэропорту базировалось 52 воздушных судна, из них 81 % — однодвигательные самолёты, 14 % — многодвигательные, 2 % — вертолёты и 4 % — сверхлёгкие самолёты.